# 奇琴伊察
奇琴伊察（意即「在伊察的水井口」）是一处庞大的前哥伦布時期的考古遗址。奇琴伊察由玛雅文明所建，坐落在今墨西哥境内的猶加敦半岛北部猶加敦州，也是世界新七大奇迹之一。在从公元前6世纪到玛雅古典时期（公元2世纪到10世纪早期）的时间里，奇琴伊察是玛雅的主要城市，而在中部低地及南方的城市衰败后，奇琴伊察更到达了其发展和影响力的顶峰。到了后古典时期，奇琴伊察的建筑主题中明显增加了中部墨西哥托尔特克的风格。这一现象的最初被解释为来自中部墨西哥的直接移民甚至入侵，但当代的多数说法认为这些非玛雅风格是文化传播的结果。1221年的起义和内战，如考古发现的烧毁的建筑所显示，导致了奇琴伊察的衰落，统制中心也转移到了玛雅潘。西班牙征服者弗朗西斯科·德·蒙泰乔曾在1531年短期占领过这里。
据美国人类学协会称，奇琴伊察的遗址建筑本身属于墨西哥联邦财产，而土地由Piste镇和Barbachanos家族作为集体财产和私人财产而共同拥有。Barbachanos家族从19世纪早期就是猶加敦地区最有影响力的家族之一。

## 名称与拼写
玛雅语「Chich'en Itza」的意思是「在伊察（人）水井口」。这一名称在前哥伦布時期是通用名称，同时该城市在古代史料中也被稱为Uucyabnal，即「7个伟大的统治者」。
奇琴伊察的名称在西班牙语等语言中写做，表示名称两个部分的重音都在最后一个音节上。而在猶加敦馬雅語中（在该地区至今仍被使用，自16世纪以来用罗马字母书写），这一重音遵循该语言的标准规律，所以书写时不加附加符号。两种书写方法都得到了相关文献，包括学术作品的证实。其他语言中通常使用更严格的附加符号，写做Chich'en Itza。这一形式保留了[ch']和[ch]在音位上的区别，因为代表（水）井的字根ch'en开始于齿龈挤喉后塞擦音（国际音标[tʃʼ]），而不是清齿龈后塞擦音（[tʃ]）。

## 奇琴伊察的历史

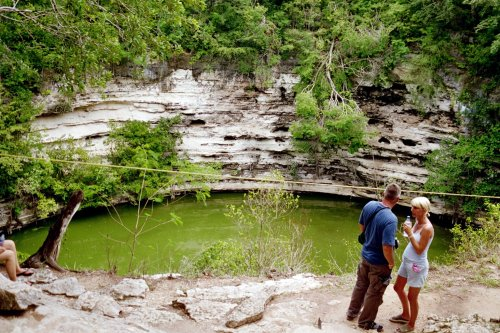
圣井

尤卡坦半岛没有多少地面河流，因此奇琴伊察当地三个终年提供充足水源的溶井（cenote）使之成为了天然的人口中心。其中两个溶井至今存在，其中一个就是著名的具有传奇色彩的「献祭之井」（Cenote of Sacrifice）。玛雅雨神恰克的信奉者将其视为圣地，并将玉、陶器和熏香被投入圣井中作为对恰克的献祭，在大旱的时候偶尔还会使用活人献祭。（然而某些导游所讲述的大量美丽年轻的处女被定期作为祭品抛入井中的可怕故事却并没有在古代文献或是对溶井的考古打捞中得到证实。还有故事称少男，而非少女，才是圣井的祭品。）圣井很久以来就是尤卡坦地区的朝圣地。
奇琴伊察在公元600年左右即玛雅古典时期中期是当地的重要城市，但其最大的发展和影响力巅峰则出现在中部低地和南部玛雅城市衰落之后。
公元约987年，托尔特克国王Quetzalcoatl（即羽蛇神之意）带领军队从中部墨西哥来到这里，并与本地玛雅盟友一起将奇琴伊察作为了自己的首都，及第二个图拉（Tula）。这一时期的艺术和建筑因此呈现有趣的玛雅和托尔特克混和风格。

### 奇琴伊察的衰落
玛雅史料记载1221年发生了大规模的起义和内战，考古学证据也显示市场和武士神庙的木制屋顶在大约这一时间被烧毁。奇琴伊察随着猶加敦的统治中心移往玛雅潘而开始衰落。
奇琴伊察虽然未被完全放弃，但城市的人口减少了，也没有再兴建新的大型建筑。然而神圣的溶井还是保持了朝圣地的地位。
1531年，西班牙的征服者弗朗西斯科·德·蒙泰乔宣布对奇琴伊察拥有主权并打算将其作为西班牙猶加敦的首都，但几个月後当地玛雅人的起义把蒙泰乔逐出了该地。

## 遗跡
奇琴伊察有很多精美的石头建筑，并不同程度的保留到了今天。这些建筑曾被作为神庙、宫殿、舞台、市场、浴池和球场。

### 卡斯蒂略金字塔

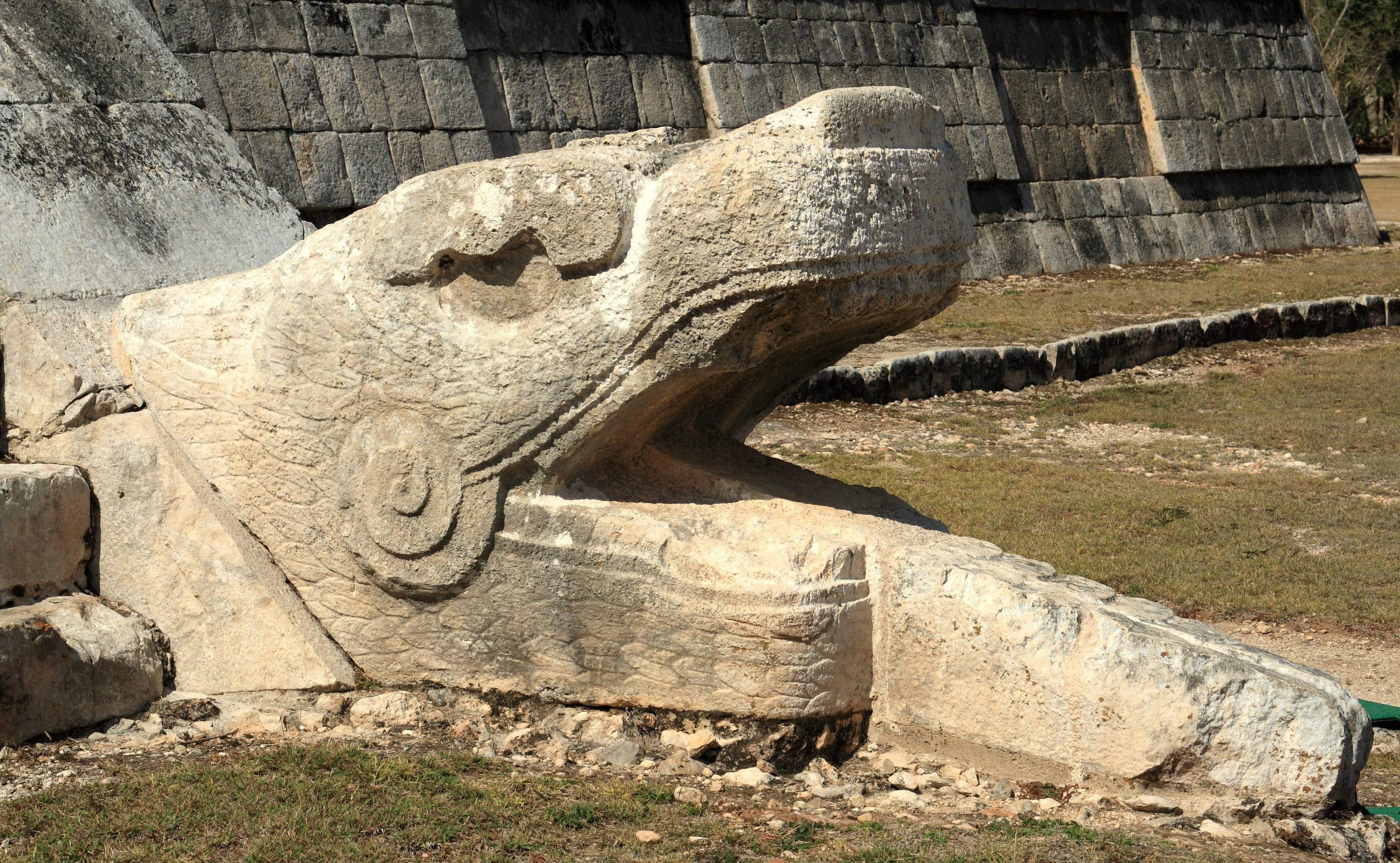
羽蛇头像，卡斯蒂略金字塔阶梯底部

卡斯蒂略金字塔（又称羽蛇神金字塔，城堡，玛雅金字塔，或墨西哥金字塔）雄居奇琴伊察的正中，是为羽蛇神而建的神庙。金字塔的地基呈方形，四边依阶梯上升，直至顶端的庙宇。在春季和秋季的昼夜平分点，日出日落时，建筑的拐角在金字塔北面的阶梯上投下羽蛇状的阴影，并随着太阳的位置在北面滑行下降。
古代中美洲城市中，在旧金字塔之上加盖更大更雄伟的金字塔是一种惯例，卡斯蒂略金字塔正是其实例之一。考古学家在金字塔北面阶梯上发现的一个入口通往一个隧道，人们在隧道内可以沿着掩盖在金字塔内部的老金字塔的台阶向上攀登，直到顶端，并能见到刻在石头中，漆成红色镶着玉点的羽蛇神王的美洲虎王冠。内部老金字塔的设计据说是按照月亮曆而来，而外面的新金字塔则是太阳历。
在一次致命的坠落事故之后，金字塔的顶端如今已经不再对游客开放了。

### 武士神庙

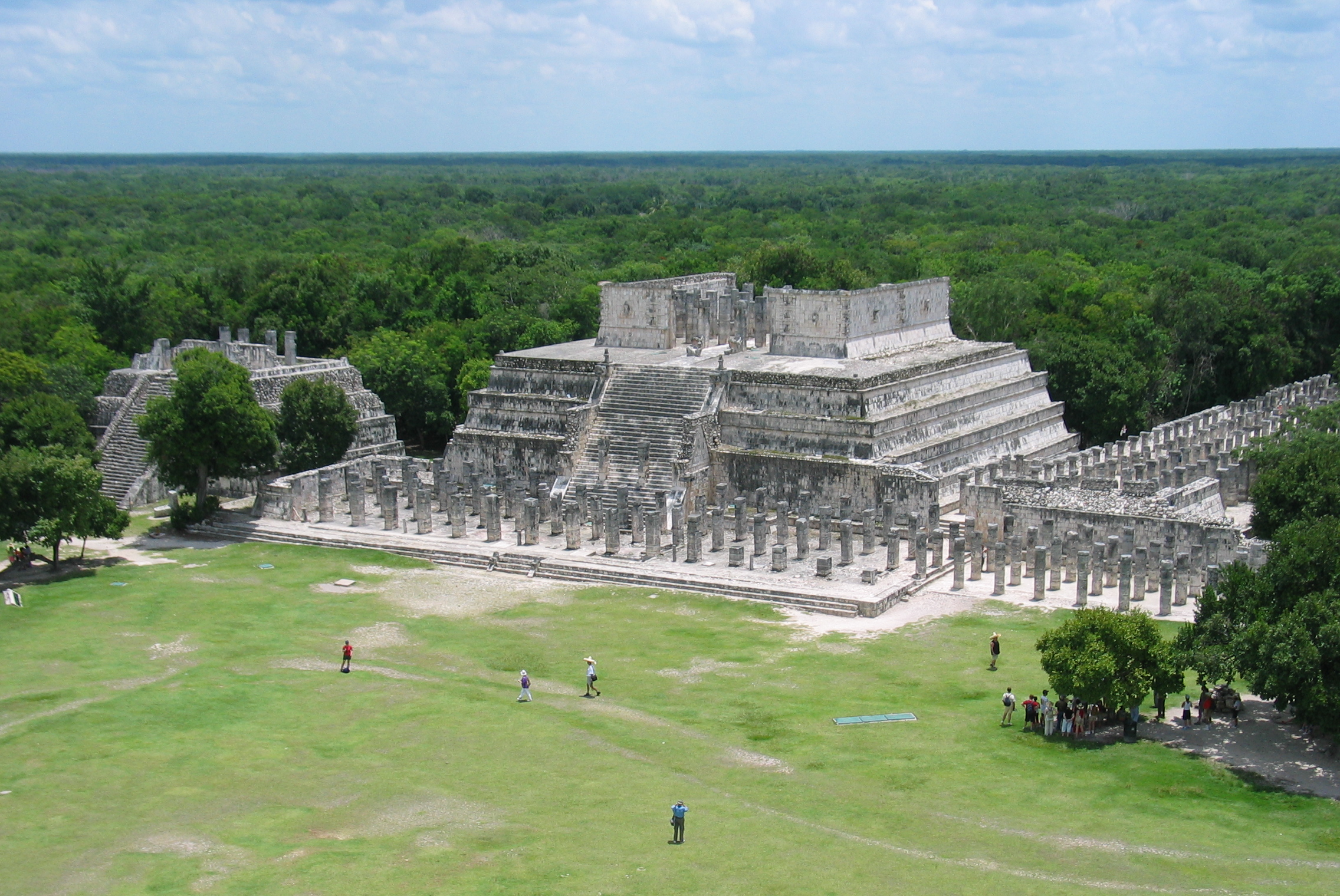
武士神庙

奇琴伊察的「武士神庙」明显是按照托尔特克首都图拉的B神庙而建，并由于玛雅建筑师的技巧而比其原型更加宏伟。武士神庙是一个阶梯状金字塔顶的石头建筑（最初用木头和灰泥做屋顶），内部的支柱被刻成武士的形状。金字塔阶梯顶端通往神庙入口处有查克莫天使的祭坛雕像。
武士神庙旁边是由柱子围绕的广场——「大市场」。

### 球场

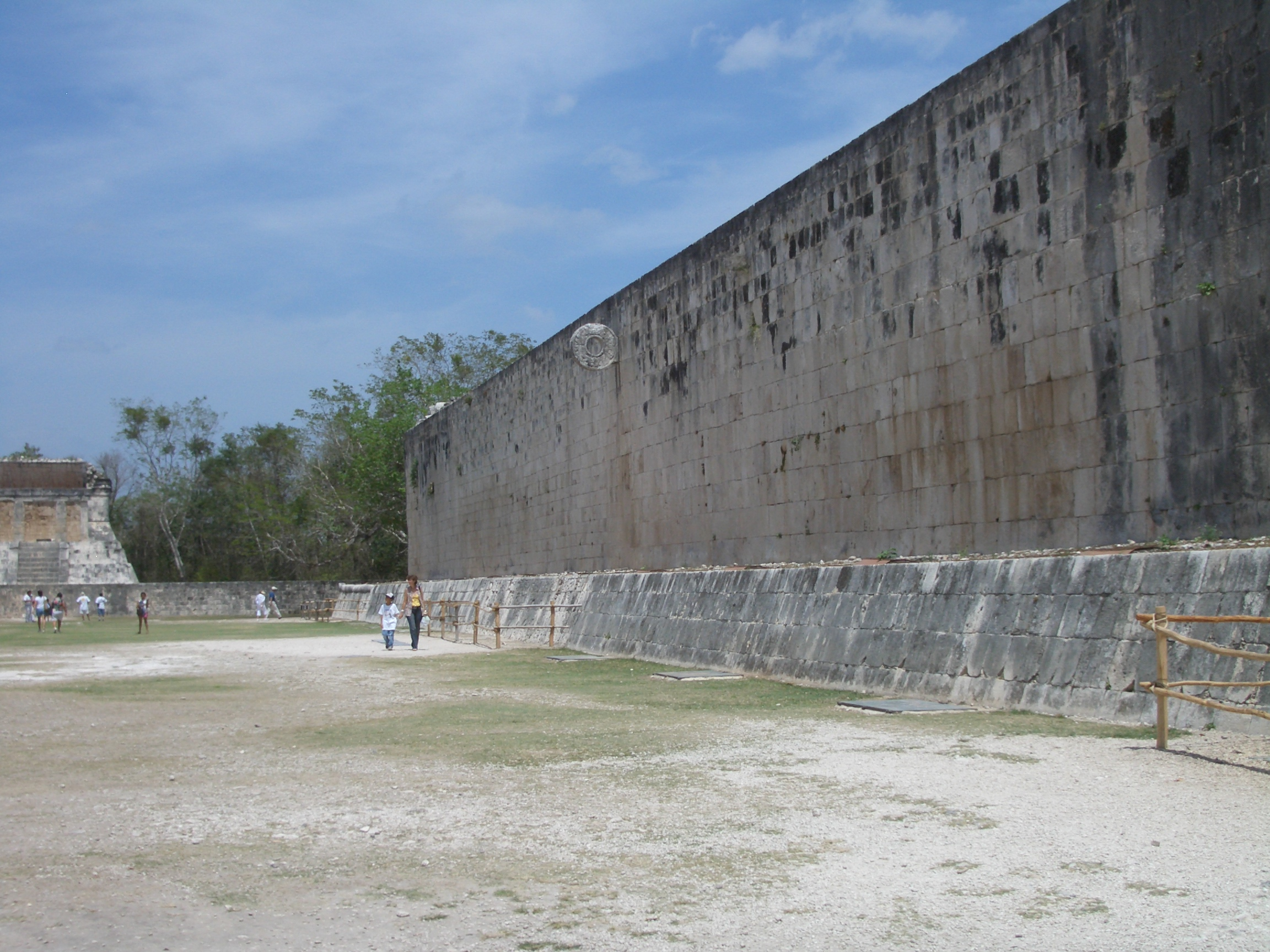
大球场

在奇琴伊察一共有7个中美洲蹴球球场，其中金字塔西北150米左右的球场最为引人注目。这是古代中美洲最大的球场，有166米长68米宽。球场内部两侧排列着雕刻着球员形象的石板，输球一方的队长（一说获胜一方的队长）被斩首用于祭祀。
球场的一面外墙上建有美洲虎神庙，上面有另一个美洲虎王冠。因为在地下掩埋了一千年，上面的红漆以及镶的玉点都已经消磨不见了。球场旁边是露天平台，两个平台相对，君主可以相隔一个球场对话，侧面装饰着骷髅浮雕（穿在木架上的石刻头骨）。

### 修女院
奇琴伊察最令人注目的古典时期建筑之一是一组精美的普克风格建筑群。虽然被西班牙人起了"修女院"（"Las Monjas","The Nunnery"）的绰号，这组建筑实际上是城市在古典时期的政府宫殿。东边不远是一座不大的庙宇，绰号「教堂」（La Iglesia，The Church），装饰有精美的雨神面具。
「修女院」建筑群附近还有一些其他建筑，包括：
- Akab' Dzib（馬雅语「黑暗或朦胧的文字」），有着象形文字铭文的宫殿
- 「红房子」
- 「鹿房子」

### 椭圆形天文台

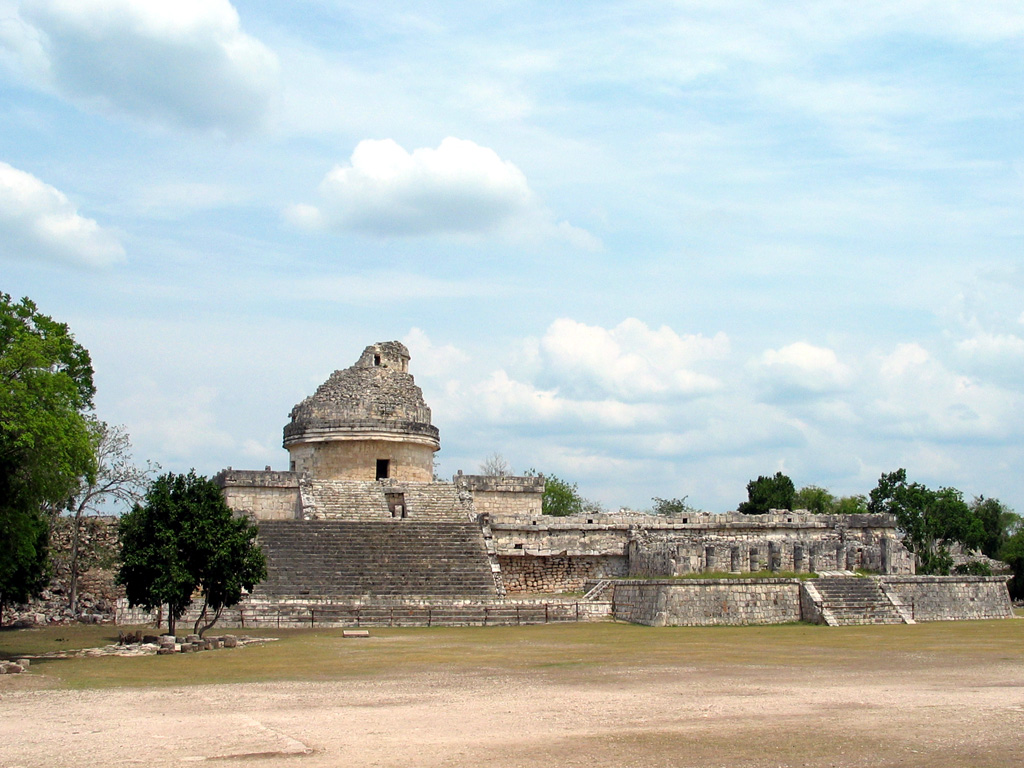
「蜗牛」——椭圆形天文台

在「修女院」北面是一个方形大平台上的圆形建筑——「椭圆形天文台」（El Caracol），又名「蜗牛」，得名于圆形建筑内部螺旋状的石头阶梯。天文台是为掌管风和学习的羽蛇神而设，门设在可以观察春季昼夜平分点、月亮最大南北倾斜及其他天文现象的位置。玛雅人用太阳照射在门上在屋内形成的阴影来判断夏至与冬至的到来。在建筑的边缘放着很大的石头杯子，玛雅人在里面装上水并通过反射来观察星宿，以确定他们相当复杂且极为精确的日历系统。

### 老奇琴
「老奇琴」是位于城市中心以南的一组建筑，包括最初系列组神庙（Initial Series Group）、阳具崇拜神庙（Phallic Temple）、巨龟平台（Platform of the Great Turtle）、猫头鹰神庙（Temple of the Owls）和猴神庙（Temple of the Monkeys）。

### 其他建筑
城市的典礼中心周围约5平方公里的土地上密布着一系列建筑，城市周围还有几处辅助建筑群。

### 洞穴

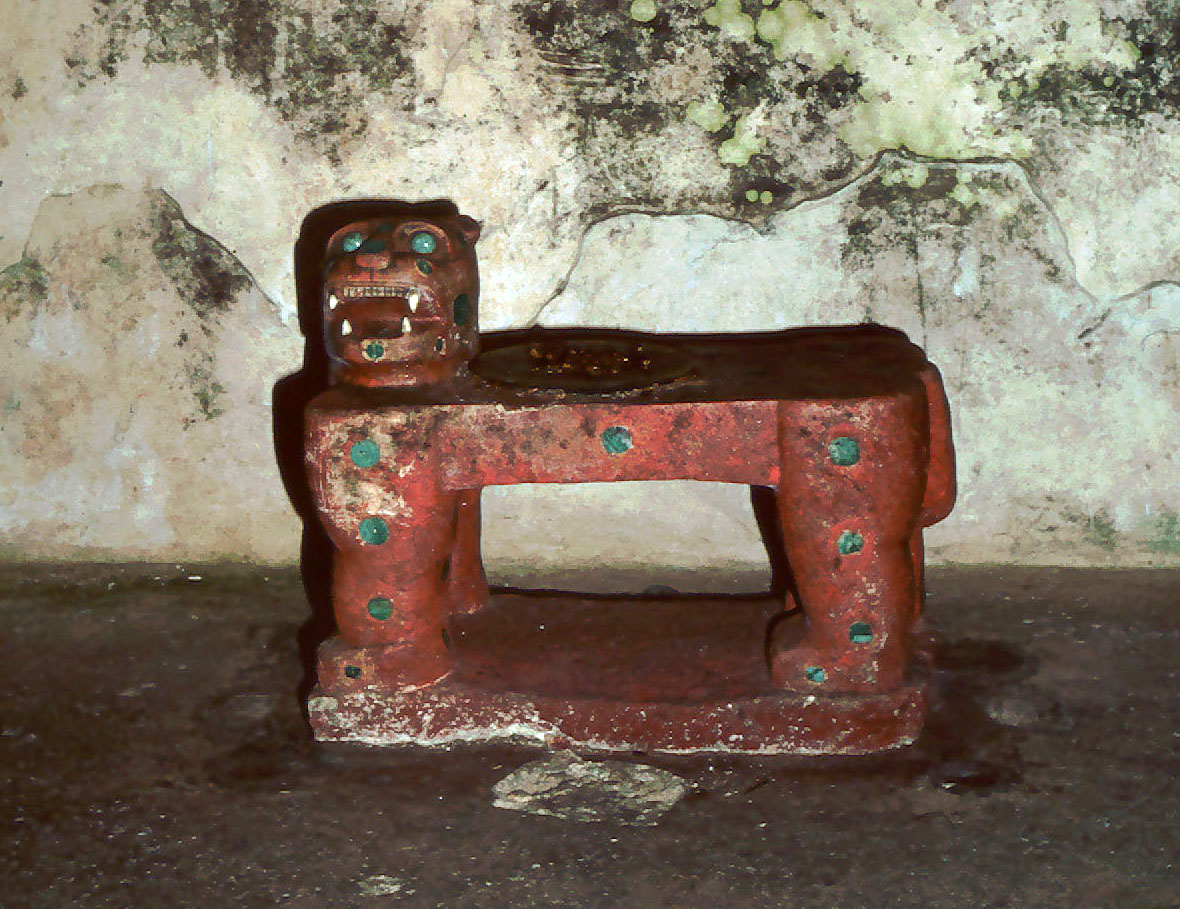
卡斯蒂略金字塔内的羽蛇神美洲虎王座

Balankanche洞穴是离奇琴伊察中心不远的一系列神圣的洞穴。在洞穴里，至今人们还能看到前哥伦布时代留下的古代陶器和偶像原封不动的摆在当初的位置。

## 现代考察
1839年，美国旅行作家本杰明·诺曼（Benjamin Norman），以及第二年的約翰·勞埃德·史蒂芬斯到奇琴伊察进行了考察并发表了记录。之后的几十年里其他的探险队对遗迹进行了更多的考察。1895年美国驻尤卡坦副领事爱德华·赫伯特·汤普森（Edward Herbert Thompson）购买了包括奇琴伊察遗址在内的奇琴庄园（Hacienda Chichen），并接下来花了30年时间对其进行业余兴致的考古挖掘，并从圣井中打捞出了第一批手工艺品。卡内基研究院和墨西哥政府在从1924年起的20年里，由Sylvanus Morley带领对遗迹进行了发掘和修复，包括对武士神庙的修复。1961年和1967年，墨西哥国家文物总局（INAH）对圣井进行了两次打捞。1980年后，INAH对更多的建筑进行了发掘和修复。

## 今日奇琴伊察
奇琴伊察在1988年成为世界遗产，也是非常受欢迎的旅游地，并且是玛雅考古学主要遗跡中游客最多的地点。很多到坎昆游览的游客都会花一天时间参观奇琴伊察，虽然一天的时间只够参观遗迹的一部分。
政府和考古学者发现卡斯蒂略金字塔建筑已经不牢固，从安全角度考虑不适宜游客攀登。已经有提议針对金字塔采取措施减缓损坏和重修。也有另一種說法，由於许多遊客爬到最高处后跳下，所以從2007年以後不再允许登上金字塔。

## 虚构世界中的奇琴伊察
奇琴伊察作为故事背景出现在多个电脑、电视游戏和電影中。
在电脑游戏旅人计划2：时间之墓（The Journeyman Project 2: Buried in Time）里，奇琴伊察是7个（在漫游模式中为6个）游戏场景之一，古城的很多建筑都出现在游戏中。
奇琴伊察是NES游戏坟墓与宝藏（Tombs & Treasure）的主题。
在游戏影之心：新世界（Shadow Hearts: From the New World）中，奇琴伊察是一个连接了前两部影之心游戏的遗迹。
PC第一人称射击游戏三角洲部队3：大地勇士（Delta Force 3:Land Warrior）中出现了仿奇琴伊察的建筑。
《多啦A夢：大雄的太陽王傳說》的瑪雅太陽王國首都
《大航海时代Online》：史迹发现物第624号，发现任务「没水的文明」，是冒险等级的上限解除任务。
《文明V》：全体文明均可修建的世界奇迹之一，修成后其所在国家的黄金时代延长50%，大工程师点数+1。
《黃金國冒險之旅》（The Road to El Dorado）：為2000年由夢工場電影公司所製作的動畫電影，故事中虛構的黃金國的建築中，部份參考奇琴伊察的建築特色，包括神殿、住所、球場等。

## 出版物
- 对奇琴伊察的第一次描述出现在约翰·罗伊德·施特芬斯的《中美洲、恰帕斯、尤卡坦旅行事件》（Incidents of Travel in Central America, Chiapas, and Yucatan）中，（两卷，1843年）
- 霍姆斯（Holmes），《古代墨西哥城市考古研究》（Archaeological Studies in Ancient Cities of Mexico），（芝加哥，1895年）
- 赫伯特·斯平登（Herbert Spinden），《玛雅艺术》，（剑桥，1912年）

## 相關
- 瑪雅文明
- 瑪雅遺址列表